# Autoconservation
L'autoconservation est un comportement ou un ensemble de comportements qui assure la survie d'un organisme. On pense qu'il est universel parmi tous les organismes vivants. Pour les organismes sensibles, la douleur et la peur font partie intégrante de ce mécanisme. La douleur motive l'individu à se retirer des situations dommageables, à protéger une partie du corps endommagée pendant qu'elle guérit et à éviter des expériences similaires à l'avenir. La plupart des douleurs disparaissent rapidement une fois le stimulus douloureux supprimé et le corps guéri, mais parfois la douleur persiste malgré la suppression du stimulus et la guérison apparente du corps; et parfois la douleur survient en l'absence de tout stimulus, dommage ou maladie détectable. La peur amène l'organisme à rechercher la sécurité et peut provoquer une libération d'adrénaline, qui a pour effet d'augmenter la force et les sens accrus tels que l'ouïe, l'odorat et la vue. L'autoconservation peut également être interprétée au sens figuré, en ce qui concerne les mécanismes d'adaptation dont on a besoin pour empêcher un traumatisme émotionnel de déformer l'esprit (voir Mécanismes de défense).
L'autoconservation est essentiellement le processus par lequel un organisme s'empêche d'être blessé ou tué et est considérée comme un instinct de base dans la plupart des organismes. La plupart l'appellent instinct de survie. On pense que l'autoconservation est liée à la capacité de reproduction d'un organisme et peut être plus ou moins présente selon le potentiel de reproduction perçu. Si le potentiel reproducteur perçu est suffisamment faible, un comportement autodestructeur (c'est-à-dire le contraire) n'est pas rare chez les espèces sociales. L'autoconservation est également considérée par certains comme la base de la pensée et du comportement rationnels et logiques.

## Conséquences

### Comportement autodestructeur
Les animaux d'un groupe social (de parenté) travaillent souvent en coopération pour survivre, mais lorsqu'un membre se perçoit comme un fardeau pendant une période prolongée, il peut commettre un comportement autodestructeur. Cela permet à ses proches d'avoir de meilleures chances de survie, et si suffisamment de parents proches survivent, ses gènes sont transmis indirectement.

### Conséquences sociales
Le désir d'autoconservation conduit à d'innombrables lois et réglementations entourant une culture de sécurité dans la société.

### Impacts économiques
L'autoconservation pousse les animaux à collecter l'énergie et les ressources nécessaires pour prolonger la vie ainsi que les ressources qui augmentent les chances de survie. Les besoins de base sont disponibles pour la plupart des humains (environ 7 personnes sur 8), et généralement à moindre coût. L'instinct qui pousse les humains à rassembler des ressources les pousse désormais à la surconsommation ou à des schémas de collecte et de possession qui font essentiellement de la thésaurisation des ressources la priorité.

## Autoconservation cellulaire
L'autoconservation n'est pas seulement limitée aux organismes individuels ; cela peut être augmenté ou réduit à d'autres niveaux de la vie. Narula et Young indiquent que les myocytes cardiaques ont un sens aigu de l'autoconservation. Ils sont capables d'esquiver, de darder et d'esquiver les substances étrangères qui peuvent endommager la cellule. De plus, lors d'un arrêt myocardique – une crise cardiaque – se produit, ce sont en fait les myocytes cardiaques qui entrent dans un état d'hibernation pour tenter d'attendre un manque de ressources. Bien que cela soit finalement mortel pour l'organisme, cela prolonge la survie de la cellule aussi longtemps que possible pour une réanimation pleine d'espoir.

## Autoconservation du groupe
Lorsqu'il est mis à l'échelle dans la direction opposée, Hughes-Jones avance l'argument selon lequel "les groupes sociaux qui se combattent sont des ensembles autosuffisants et autoréplicatifs contenant des parties interdépendantes", indiquant que le groupe dans son ensemble peut avoir une autoconservation avec les individus jouant le rôle de cellules.
Il fait une analogie entre les pratiques de survie telles que l'hygiène et la nature rituelle au sein de petits groupes humains ou les nations qui s'engagent dans la guerre religieuse avec les mécanismes complexes de survie des organismes multicellulaires qui ont évolué à partir de l'association coopérative d'organismes unicellulaires afin de mieux se protéger.[pas clair]

## Voir également
- Adaptation anti-prédateur
- Intelligence collective
- Conatus
- Décès
- Réponse de combat ou de fuite
- Auto défense
- Volonté de vivre